# Jefta Jovanović
Jefta Jovanović (srbsko Јефта Јовановић), srbski general, * 14. februar 1902, † 21. februar 1967.

## Življenjepis
Pred vojno je končal Nižjo in Višjo šolo Vojaške akademije in dosegel je čin podpolkovnika. Po aprilski vojni je bil zajet in je bil od aprila 1941 do februarja 1945 v nemškem vojnem ujetništvu. V ujetništvu je agitiral za NOVJ. Marca 1945 se je priključil NOV in POJ.
Po vojni je nadaljeval z vojaško kariero; med drugim je bil načelnik Višje intendantske vojaške akademije JLA.